# Boltenia ovifera
Boltenia ovifera is een zakpijpensoort uit de familie Pyuridae. De wetenschappelijke naam werd gepubliceerd in 1767 door Carl Linnaeus.